# Kasselerspitze
Kasselerspitze är ett berg i Österrike.   Det ligger i förbundslandet Tyrolen, i den västra delen av landet, 400 km väster om huvudstaden Wien. Toppen på Kasselerspitze är 2 952 meter över havet, eller 60 meter över den omgivande terrängen. Bredden vid basen är 0,13 km.
Terrängen runt Kasselerspitze är huvudsakligen bergig. Runt Kasselerspitze är det ganska glesbefolkat, med 30 invånare per kvadratkilometer.. Närmaste större samhälle är Mayrhofen, 15,6 km norr om Kasselerspitze. 
Trakten runt Kasselerspitze består i huvudsak av gräsmarker.